# Mocsármány
Mocsármány (szlovákul: Močarmany) Tarcaszentpéter község része, egykor önálló falu Szlovákiában, az Eperjesi kerület Eperjesi járásában.

## Fekvése
Eperjestől 10 km-re délre, a Tarca bal partján fekszik. Tarcaszentpéter déli részét alkotja.

## Története
A települést 1382-ben „Mocharmal” néven említik először. A somosi Aba nemzetség birtoka volt. 1427-ben 16 portával szerepel a dézsma jegyzékben. A 16. századtól a Soósoké és másoké. 1787-ben 33 házában 264 lakos élt.
A 18. század végén Vályi András így ír róla: „MOCSÁRMÁNY. Tót falu Sáros Várm. földes Urai több Uraságok, lakosai katolikusok, fekszik Eperjeshez 1 1/2 órányira, földgye jó, réttye legelője meg lehetős, fája tűzre van, piatzozása Eperjesen.”
1828-ban 42 háza volt 329 lakossal. Végig mezőgazdasági jellegű település volt.
Fényes Elek 1851-ben kiadott geográfiai szótárában így ír a faluról: „Mocsarmány, tót falu, Sáros vmegyében, Sz. Péterhez közel: 187 kath., 93 evang., 27 zsidó lak. A kassai országutban fekszik, s jó földje van. F. u. Klobusiczky, Jámborszky, s m. Ut. p. Eperjes.”
1910-ben 305, túlnyomórészt szlovák lakosa volt. 1920 előtt Sáros vármegye Eperjesi járásához tartozott.
1965-ben csatolták Tarcaszentpéterhez.

## Külső hivatkozások
- Mocsármány Szlovákia térképén